# Aal (Kocher)
Die Aal, auch Aalbach genannt, ist ein knapp 2 Kilometer langer, mit seinem linken Oberlauf Rombach rund 7½ km langer Bach im baden-württembergischen Ostalbkreis, der die Stadt Aalen durchfließt und von links in den Kocher mündet.

## Name
Der Name ist eine Rückbildung aus dem Ortsnamen Aalen, welcher wiederum die Bedeutung hat 'bei den Ahlkirschen, Traubenkirschen'.

## Geographie

### Verlauf
Die Aal entsteht in den Dürrwiesen nahe bei der Straßenbrücke der K 3326 am Westende der Gartenstraße durch den Zusammenfluss von linkem Rombach und rechtem Sauerbach, welcher den Rombach in Länge wie Teileinzugsgebiet leicht übertrifft.
Von hier aus fließt die Aal in östliche, später in nordöstliche Richtung und mündet nach 1,6 km langem Lauf linksseitig beim Reichstädter Markt in den Kocher.

### Zuflüsse
Direkte und indirekte Zuflüsse
Direkte Zuflüsse:
- Rombach, linker Oberlauf, 5,9 km ab mündungsfernster Quelle und 12,1 km². Gilt als Hauptoberlauf, mit seinem Namen wird amtlich auch der Gesamtlauf mitsamt der Aal bezeichnet.
- Sauerbach, rechter Oberlauf, 6,4 km ab mündungsfernster Quelle und 12,8 km².
- Heuchelbach, von rechts nahe der Fackelbrückenstraße, 1,5 km[LUBW 1] und 1,9 km².[LUBW 3]

## Renaturierung

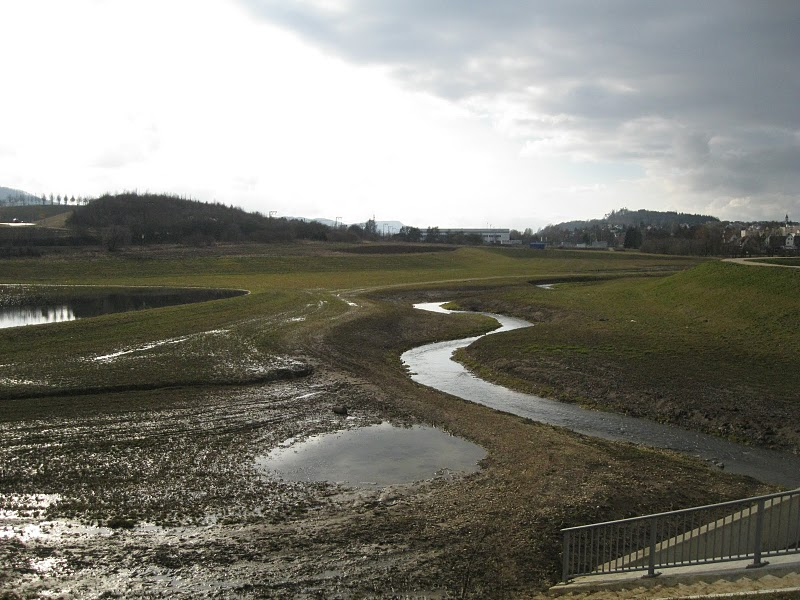
Blick über das Hochwasserrückhaltebecken Dürrwiesen

Bis 2010 wurde die Aal am Zusammenfluss der beiden Oberläufe Rombach und Sauerbach für rund 5 Millionen Euro renaturiert und am 10. September 2010 wurde dort das neu errichtete Hochwasserrückhaltebecken Dürrwiesen eingeweiht.

## Geschichte
Die Römer errichteten um 150 n. Chr. etwas nördlich der Aal das Kastell Aalen für ihre Einheit Ala II Flavia, ihr größtes Reiterkastell nördlich der Alpen. Sie entnahmen dem Fluss täglich bis zu 30.000 Liter Wasser für ihre rund 1.000 Pferde. Auf beiden Seiten entlang der Aal entstand ein Lagerdorf (Vicus).

### LUBW
Amtliche Online-Gewässerkarte mit passendem Ausschnitt und den hier benutzten Layern: Lauf und Einzugsgebiet der Aal

Allgemeiner Einstieg ohne Voreinstellungen und Layer: Daten- und Kartendienst der Landesanstalt für Umwelt Baden-Württemberg (LUBW) (Hinweise)
1. 1 2 3 4  Länge nach dem Layer Gewässernetz (AWGN).
2. ↑  Einzugsgebiet aufsummiert aus den Teileinzugsgebieten nach dem Layer Basiseinzugsgebiet (AWGN).
3. ↑  Einzugsgebiet nach dem Layer Basiseinzugsgebiet (AWGN).

### Andere Belege
1. ↑  Hansjörg Dongus: Geographische Landesaufnahme: Die naturräumlichen Einheiten auf Blatt 171 Göppingen. Bundesanstalt für Landeskunde, Bad Godesberg 1961. → Online-Karte (PDF; 4,3 MB)
2. ↑  Daten- und Kartendienst der Landesanstalt für Umwelt Baden-Württemberg (LUBW) (Hinweise)
3. ↑  Modellierte Werte nach Abfluss-BW Gewässerknoten MQ/MNQ
4. ↑   Albrecht Greule: Deutsches Gewässernamenbuch. Walter de Gruyter GmbH & Co. KG, Berlin/Boston 2014, ISBN 978-3-11-057891-1 „Al“, Seite 29.
5. ↑  Geodatenportal der Stadt Aalen
6. ↑   Wasser aus der Aal für die Ala II Flavia milliaria (Memento vom 6. Januar 2014 im Internet Archive)